# Vinylidengruppe
| Vinylidene (Beispiele) Vinylidengruppe blau markiert     |
| -------------------------------------------------------- |
| allgemeine Struktur von Vinylidenverbindungen (R1,2 ≠ H) |
| Vinylidenchlorid                                         |
| Vinylidenfluorid                                         |

Die Vinylidengruppe ist eine funktionelle Gruppe der Vinylidene. Sie kommt u. a. bei Monomeren vor, die zur Herstellung von Polymeren genutzt werden.

## IUPAC-Nomenklatur
In der IUPAC-Nomenklatur beschreibt 1,1-Ethenediyl die Konnektivität R1R2>C=CH2. Die verwandten Spezies der Ethenylidene haben die Konnektivität R=C=CH2.

## Polymerisierung
Ein Beispiel ist 1,1-Dichlorethen, das allgemein als Vinylidenchlorid bezeichnet wird. Vinylidenchlorid und -fluorid können in lineare Polymere, Polyvinylidenchlorid (PVDC) und Polyvinylidenfluorid (PVDF) umgewandelt werden. Die Polymerisationsreaktion ist:
n CH2=CX2 → (CH2–CX2)n
Diese Vinylidenpolymere sind isomer zu denen, die aus Vinylenmonomeren hergestellt werden. So entsteht Polyvinylenfluorid aus Vinylenfluorid (HFC=CHF).
Itaconsäuredichlorid reagiert mit Diaminen zu Polyamiden, die eine reaktionsfähige Vinylidengruppe enthalten.

## Komplexchemie
In der Organometallchemie treten Vinylidene als Liganden auf. Mit Vinylidenrhodium‐Komplexen sind C‐C‐Bindungsknüpfungen einer Methyl‐ mit einer Vinylidengruppe möglich.